# Marina Rei
Marina Rei, pseudonimo di Marina Restuccia (Roma, 5 giugno 1969), è una cantautrice, percussionista e batterista italiana.

## Biografia

### Gli esordi
Figlia di Enzo Restuccia, batterista dell'orchestra di Ennio Morricone e turnista, e di Anna Giordano, violista dell'orchestra sinfonica di Roma, Marina Restuccia è cresciuta con la passione per l'arte, per la musica e le percussioni in particolare grazie anche all'influenza dei genitori che la abituano al jazz, al soul, ma anche alla musica classica.
A diciotto anni si stacca dalla famiglia per dedicarsi alla musica dal vivo, esibendosi in alcuni tra i più noti locali romani.

### Anni '90
Inizia a incidere dischi dance con lo pseudonimo di Jamie Dee, ottenendo una discreta notorietà anche all'estero (specialmente in Giappone). Nel 1991 firma un contratto discografico con la Flying Records e prodotta da Roberto Ferrante pubblica il primo singolo: Burnin' up. Si avvale della collaborazione di Max & Frank Minoia per il secondo singolo Memories memories e nel 1992 pubblica Two Time Baby. Different Moods è il suo primo album ed esce in Giappone (Special Love, il singolo estratto).
Nel 1993 viene pubblicato Get Ready, ultimo singolo per la Flying. Nel 1994 passa alla X Energy e pubblica Don't be shy, singolo pubblicato anche in molti paesi europei. Contemporaneamente in Giappone esce il secondo album (Don't be shy), che spazia dalla dance all'acid jazz.
Il nuovo singolo People (Everybody Needs Love) viene pubblicato sia in Europa che negli Stati Uniti.
Intanto prende parte a progetti e collaborazioni con i Blunero, JFM Project, Mistral, PF Sound. Il 1995 si apre con il nuovo singolo So good, sempre con la produzione e la supervisione di Frank & Max Minoia.
Il singolo Dreaming blue pubblicato a fine 1995 e U, pubblicato nel 1996, sono gli ultimi due brani incisi come Jamie Dee. Infatti, nel 1994 la cantante aveva firmato per la Virgin Records, continuando la collaborazione col musicista Frank Minoia intrapresa qualche anno prima.
Nell'aprile 1995 esce il brano Sola, inciso con un nuovo pseudonimo, Marina Rei: anche il genere è nuovo e si discosta dalla precedente produzione, imponendosi subito nelle radio grazie ai ritmi soul ed acid jazz. Nell'autunno dello stesso anno è la volta di un altro singolo di successo, Noi e pubblica il primo omonimo album Marina Rei, da lei interamente scritto (autrice dei testi) con Frank Minoia (compositore e arrangiatore delle musiche).
La consacrazione avviene però l'anno successivo al Festival di Sanremo: Marina partecipa nella sezione giovani col brano Al di là di questi anni (pubblicato per il mercato anglosassone con il titolo "Just like an Angel") e si classifica terza vincendo anche il premio della critica. Si fa anche notare per l'esibizione a piedi nudi, quasi ricalcando Sandie Shaw. Attribuisce questa scelta alla volontà di sentirsi maggiormente a proprio agio. L'album d'esordio viene ripubblicato con l'aggiunta del brano sanremese e in poche settimane si aggiudica il disco di platino superando di gran lunga le 130 000 copie vendute e confermandosi come l'album d'esordio di maggior successo nel 1996, grazie anche agli altri singoli estratti quali Pazza di te, Odio e amore, I sogni dell'anima (remixato da Todd Terry). Nello stesso anno si aggiudica il Telegatto d'oro nel concorso musicale Vota la voce nella categoria migliore rivelazione. Alla partecipazione sanremese seguono una serie di concerti che culminano con l'esibizione in Piazza San Giovanni a Roma, in occasione della tradizionale festa del Primo Maggio.
Nel 1997 partecipa nuovamente al Festival di Sanremo col brano Dentro me (nel video appare il ballerino Daniel Ezralow). Il secondo album Donna si distacca di poco dal precedente, mantenendo le sonorità black della collaborazione con Frank Minoia, e vede un'altra collaborazione, quella con il sassofonista Michael Brecker, totalizzando le oltre 200 000 copie vendute. L'album è trainato da un singolo di grande successo, Primavera, cover di You to Me Are Everything dei The Real Thing, con cui Marina Rei vinse il Disco per l'Estate. Il videoclip della canzone vede la partecipazione di Margherita Buy. Il tour che segue ottiene un ottimo successo di pubblico: durante la Festa dell'Unità di Reggio Emilia canta di fronte ad un pubblico di 20 000 persone. Donna è anche il titolo di un cd uscito in Spagna che raccoglie il meglio dei due album di Marina unitamente a tre versioni in spagnolo. Seguono numerosi concerti dal vivo in tutta Italia, esibendosi sia come vocalist che come percussionista.
Malgrado ciò l'artista avverte l'esigenza di concedersi più tempo e più spazio per arrivare ad esprimere se stessa nelle sue canzoni, e il primo segno di questo cambiamento si ha a partire dall'album “Animebelle” (1998), col quale Marina abbandona la collaborazione con Frank Minoia per un nuovo team di produzione dove Pietro e Paolo Micioni si impegnano in un progetto di stampo soul, ma più aperto al pop internazionale, di cui T'innamorerò (lanciato nel mercato anglosassone con il titolo "Heal Me With Your Love", primo singolo estratto, è l'esempio più efficace. Al disco partecipano tra gli altri anche Trilok Gurtu e Ashley Ingram, bassista della band Imagination e produttore della cantante soul Des'ree.
La partecipazione al Festival di Sanremo 1999, con il brano Un inverno da baciare segna uno spartiacque nella carriera dell'artista. Tale brano, caratterizzato da arrangiamenti elettronici, arriva fino ai primi posti delle classifiche grazie anche a un video molto trasmesso in cui la cantante appare computerizzata sulla falsariga di Lara Croft. La ristampa di Animebelle rimane per diverse settimane in classifica, trainato anche dalle hit Cuore a metà e L'allucinazione con cui partecipa al Festivalbar, conquistando un disco di platino. La canzone Fortunata contenuta nel medesimo disco si ispira al libro La gabbianella e il gatto di Sepúlveda, ma non fa parte della colonna sonora dell'omonimo film di animazione.

### Anni 2000
Nell'ottobre 2000 arriva Inaspettatamente, album dalle sfumature rock e che lascia ampio spazio anche all'elettronica. Le canzoni, quasi tutte scritte e composte dalla stessa Marina Rei, esprimono, attraverso racconti di rabbia e delusione, un momento particolare della sua esistenza. L'artista sembra avvicinarsi sempre di più al rock romano come quello dei Tiromancino, di cui Federico Zampaglione firma infatti il brano La mia felicità, mentre I miei complimenti, Maestri sull'altare e l'omonima Inaspettatamente sono i singoli estratti. Ma nonostante il grande successo della canzone I miei complimenti, l'album sembra non ottenere lo stesso riscontro dei lavori precedenti: il cambiamento è forte, anche il suo modo di cantare è diverso rispetto ai primi successi, e le nuove scelte artistiche vengono dunque apprezzate più dalla critica, che dal pubblico. Nello stesso anno compone la musica per la canzone di Syria Maledetto il giorno.
Marina lascia la Virgin e approda, nel 2002 alla BMG. La nascita di suo figlio Nico, avuto dall'ex compagno Daniele Sinigallia (fratello di Riccardo, ex-Tiromancino) ispira un lavoro ancora più maturo quale è L'incantevole abitudine, prodotto e arrangiato proprio da Daniele Sinigallia. Il giorno della mia festa è il brano più immediato, subito di grande riscontro in radio. Degni di nota anche La parte migliore di me, Così lontani, Qualcuno con cui restare. La parte migliore di me è inoltre stata inclusa nella colonna sonora del film Ricordati di me.
Nel 2004 Marina partecipa al CD-tributo a Franco Battiato Voli imprevedibili, dove interpreta il brano La stagione dell'amore, e successivamente compare nella colonna sonora del film Fino a farti male per il quale scrive il brano And I Close My Eyes con cui ottiene la candidatura al Nastro d'argento per la miglior canzone originale.
Per l'uscita di un nuovo lavoro bisogna aspettare il Festival di Sanremo del 2005, dove Marina avrebbe dovuto presentare Song'je, prima sua esperienza col napoletano in cui è stata affiancata da Francesco Di Bella dei 24 Grana. Ma il regolamento ha fatto sì che la scelta cadesse su Fammi entrare, brano ipnotico ma non particolarmente immediato: non arriva in finale, anche se l'artista riesce comunque ad esibirsi con Riccardo Sinigallia, coautore del brano assieme a Daniele e la stessa Marina Rei. A partire da questo momento la cantante gestisce la propria attività da sola, chiudendo i ponti con le major e affidandosi alla OPM 2000, etichetta indipendente. Viene pubblicato l'album Colpisci: produzione e arrangiamenti ancora di Daniele Sinigallia. La title track è il risultato di un'altra collaborazione con Cristiano Godano dei Marlene Kuntz, il resto è soprattutto opera dell'abilità compositiva della Rei.
Dopo un tour estivo, tra il 2005 e il 2006 Marina provvede alla realizzazione teatrale di un nuovo progetto live che è "L'Acustico in 7", in cui i brani principali del suo repertorio acquisiscono una nuova veste grazie alle esecuzioni unplugged con ampio utilizzo di archi.
Il 9 febbraio 2007 esce Al di là di questi anni, album inciso in presa diretta al Forum Music Village di Roma, che racchiude le atmosfere dei suoi ultimi concerti, basati sul contrasto tra strumenti come chitarre elettriche e tastiere ed elementi più acustici, come le sue affezionate percussioni. La scaletta dell'album è rivolta al passato, come in un best: da I miei complimenti a Un inverno da baciare, da T'innamorerò a Noi, passando per la stessa Al di là di questi anni e la più recente Fammi entrare. Ma le canzoni ne escono totalmente reinventate, come anche Quello che non c'è, cover degli Afterhours (mai incisa prima), e stravolta nella sua struttura musicale dalla creatività di Marina Rei e Anton Giulio Frulio. L'album è edito dalla On the Road Music Factory.
Nel luglio dello stesso anno intraprende, assieme ai colleghi cantautori romani, Paola Turci e Max Gazzè, un tour denominato Di comune accordo, dove Marina è alle percussioni, Paola Turci alla chitarra, Max Gazzè al basso e Andrea Di Cesare al Violino con effetti vari. Il tour ha toccato molte piccole località italiane ed una tappa estera a Losanna, oltre ai più grandi capoluoghi italiani.
Nel 2008 partecipa con Paola Turci al Festival di Sanremo, come ospiti nella serata dei duetti, per l'esecuzione del brano in gara Il solito sesso di Max Gazzè, riproponendo così lo schema del tour in trio.
Si intitola Musa, l'album di inediti uscito l'8 maggio 2009 su etichetta OTRlive (distribuzione Universal), anticipato dall'omonimo singolo uscito in radio e nei circuiti digitali il 3 aprile. Un disco interamente scritto e prodotto da Marina che si sviluppa intorno a un universo femminile fatto di figure di donne forti nel lavoro, nella famiglia e nella società. Il disco è molto più eterogeneo dei lavori precedenti. Da segnalare Donna che parla in fretta, la cover Il mare verticale di Paolo Benvegnù, la ballata Sorrido e Un volo senza fine (con la chitarra acustica di Carmen Consoli).
Sempre nel 2009 partecipa dopo molti anni al Concerto del Primo Maggio, in piazza San Giovanni a Roma, presentando al pubblico Donna che parla in fretta, e omaggiando anche Gabriella Ferri con una reinterpretazione del brano Sempre.
Il 22 giugno 2009 prende parte all'iniziativa Amiche per l'Abruzzo tenutasi a Milano a favore della raccolta fondi per le vittime del terremoto in Abruzzo. Nel mese di luglio partecipa a Italia Wave, dove propone alcuni brani dell'ultimo disco e versioni di Piece of My Heart di Janis Joplin e Strawberry Fields Forever dei Beatles, insieme a Paolo Benvegnù, poi incluse nella compilation dedicata all'intero festival.

### Anni 2010
Nel 2010 firma Il cielo sopra di noi, canzone cantata da Paola Turci nel suo album Giorni di rose (quasi tutto scritto da donne).
Il 2011 segna il passaggio di Marina alla Big Fish Entertainment per l'organizzazione dei suoi concerti. In estate è impegnata nel nuovo progetto live Black Beauty in duo con il DJ Andrea Normanno. Nello stesso anno firma il brano Passerà l'estate, cantato da Giorgia nel suo album Dietro le apparenze.
Il 27 aprile 2012 è entrato in rotazione radiofonica un nuovo singolo intitolato E mi parli di te, in cui ha collaborato Pierpaolo Capovilla, front-man della band Il Teatro degli Orrori.
L'artista si è inoltre esibita per la terza volta al concerto del Primo Maggio di Piazza di Porta San Giovanni a Roma, presentando i nuovi brani E mi parli di te e Qui è dentro.
Il 24 agosto 2012 esce in radio L'errore, brano scritto insieme ad Andrea Appino degli Zen Circus, nonché secondo singolo estratto dall'album di inediti La conseguenza naturale dell'errore, in uscita il 18 settembre. Questo lavoro vanta numerose collaborazioni: Paolo Benvegnù, Cristina Donà, Valerio Mastandrea, Ennio Morricone, Riccardo Sinigallia, oltre ai già citati Andrea Appino degli Zen Circus e Pierpaolo Capovilla de Il Teatro degli Orrori.
Nel 2014 partecipa come ospite alla serata del venerdì del Festival di Sanremo, dedicata alla canzone d'autore italiana, duettando con Riccardo Sinigallia nel brano Ho visto anche gli zingari felici di Claudio Lolli.
Il 30 settembre 2014 esce il suo decimo lavoro discografico, prodotto da Giulio Ragno Favero, dal titolo Pareidolia. L'album viene anticipato dal singolo Lasciarsi andare.
Nel 2016 è uscito il singolo "Portami a ballare".

### Anni 2020

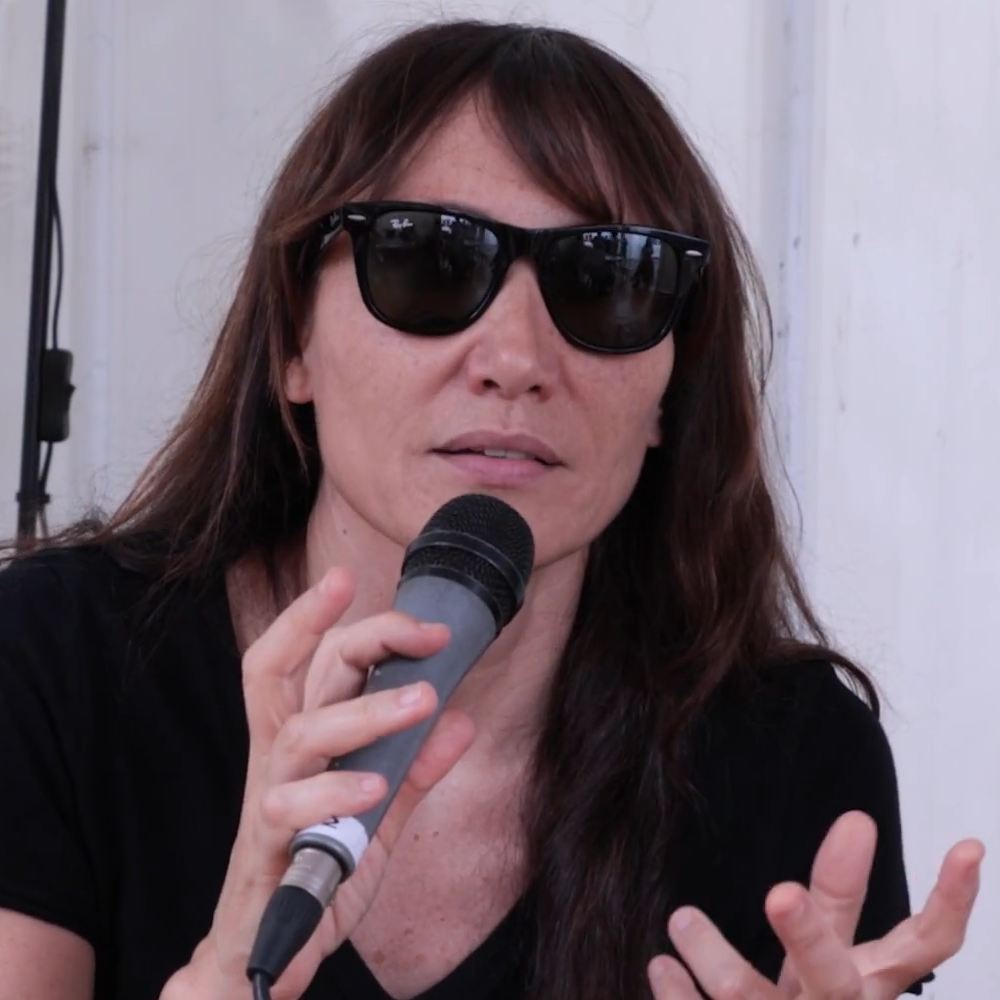
Marina Rei nel 2023

Il 14 gennaio 2020 esce "Per essere felici", brano che anticipa il nuovo omonimo album, uscito il 26 giugno successivo.
Dal novembre 2021 a gennaio 2022 partecipa al tour di Carmen Consoli Volevo fare la rockstar come batterista. Il 28 aprile 2022 pubblica con La Corte editore il suo primo romanzo Un giorno nuovo e firma la prefazione del romanzo Ore Cutanee di Duilio Scalici.
Il 6 maggio 2022 esce Un momento di felicità singolo in collaborazione con Carmen Consoli.
Il 24 marzo 2023 esce Donna che parla in fretta - Live in formato digitale e doppio vinile. Si tratta del concerto registrato a Roma all'Auditorium Parco della Musica Ennio Morricone nel settembre 2020, in occasione dei festeggiamenti per i 25 anni di carriera.
Nel mese di dicembre 2024, sui suoi social, ha annunciato l'uscita del nuovo disco di inediti. "Niente Amore" sarà disponibile dal 18 aprile 2025 e prodotto da Riccardo Sinigallia. L'album verrà presentato in anteprima il 17 aprile a Roma, presso Largo Venue.
Il 21 marzo 2025, rilascia il singolo “Domenica dicembre”, disponibile in radio e sulle piattaforme digitali. Prodotto da Riccardo Sinigallia, il brano anticipa il nuovo album di inediti, intitolato Niente amore e previsto in uscita il 16 maggio 2025.

## Discografia

### Album in studio
- 1995 - Marina Rei (Virgin Records)
- 1997 - Donna (Virgin Records)
- 1998 - Donna *edizione catalana* (Virgin Records)
- 1998 - Anime belle (Virgin Records)
- 2000 - Inaspettatamente (Virgin Records)
- 2002 - L'incantevole abitudine (Sony BMG Ricordi)
- 2005 - Colpisci (OPM 2000 Records)
- 2009 - Musa (Universal Records)
- 2012 - La conseguenza naturale dell'errore (Perenne)
- 2014 - Pareidolia (Perenne)
- 2020 - Per essere felici (Perenne/Giungla Dischi)
- 2025 - Niente amore (Perenne)

### Album live
- 2023 - Donna che parla in fretta (Perenne/Otr live)

### Raccolte
- 2007 - Al di là di questi anni (On the Road Music Factory Records)
- 2008 - Primavera (EMI Music Italy)

### Singoli
- 1995 - Sola (Virgin Records)
- 1995 - Noi (Virgin Records)
- 1996 - Al di là di questi anni (Virgin Records)
- 1996 - Pazza di te (Virgin Records)
- 1996 - I sogni dell'anima (Virgin Records)
- 1996 - Odio e amore (Virgin Records)
- 1997 - Dentro me (Virgin Records)
- 1997 - Donna (Virgin Records)
- 1997 - Primavera (Virgin Records)
- 1998 - T'innamorerò (Virgin Records)
- 1998 - T'innamoremix (Virgin Records)
- 1998 - Cuore a metà (Virgin Records)
- 1999 - Un inverno da baciare (Virgin Records)
- 1999 - Scusa (Virgin Records)
- 1999 - L'allucinazione (Virgin Records)
- 2000 - Inaspettatamente (Virgin Records)
- 2000 - I miei complimenti (Virgin Records)
- 2001 - Maestri sull'altare (Virgin Records)
- 2002 - Il giorno della mia festa (Sony BMG Ricordi)
- 2003 - La parte migliore di me (Sony BMG Ricordi)
- 2003 - Verrà il tempo (Sony BMG Ricordi)
- 2005 - Fammi entrare (OPM 2000 Records)
- 2005 - Colpisci (OPM 2000 Records)
- 2005 - Le stelle (OPM 2000 Records)
- 2005 - Song'je (feat. Francesco Di Bella, 24 Grana) (OPM 2000 Records)
- 2009 - Musa (Universal Records)
- 2009 - Sorrido (Universal Records)
- 2012 - E mi parli di te (feat. Pierpaolo Capovilla) (Perenne)
- 2012 - L'errore (Perenne)
- 2013 - Nei fiori infranti (Perenne)
- 2014 - Lasciarsi andare (Perenne)
- 2014 - Ho visto una stella cadere (Perenne)
- 2016 - Portami a ballare (Perenne)
- 2020 - Per essere felici (Perenne/Giungla Dischi)
- 2020 - Comunque tu (Perenne/Giungla Dischi)
- 2020 - Dimenticarci (Perenne/Giungla Dischi)
- 2020 - Bellissimo (Perenne/Giungla Dischi)
- 2022 - Un momento di felicità (feat. Carmen Consoli) (Otr live/Perenne)
- 2025 - Domenica dicembre
- 2025 - Noi che sappiamo perdonarci

## Videografia

### Video musicali
| Anno | Titolo                                       | Regista/i                        |
| ---- | -------------------------------------------- | -------------------------------- |
| 1995 | Sola                                         | Alex Infascelli                  |
| 1996 | Al di là di questi anni                      |                                  |
| 1996 | I sogni dell'anima                           |                                  |
| 1996 | Just Like an Angel                           |                                  |
| 1997 | Primavera                                    | Paolo Scarfò                     |
| 1997 | Dentro me                                    |                                  |
| 1998 | T'innamorerò                                 | Cosimo Alemà                     |
| 1999 | Un inverno da baciare                        | Alessandra Pescetta              |
| 2000 | Inaspettatamente                             | Cosimo Alemà                     |
| 2000 | I miei complimenti                           | Alex Infascelli                  |
| 2001 | Maestri sull'altare                          | Valentina Bersiga                |
| 2002 | Il giorno della mia festa                    | Luca Merli                       |
| 2002 | La parte migliore di me                      |                                  |
| 2002 | Verrà il tempo                               | Juan Gambino, Francesco Menghini |
| 2004 | And I Close My Eyes                          |                                  |
| 2005 | Fammi entrare                                | Cosimo Alemà                     |
| 2005 | Song'je (feat. 24 Grana)                     | Cosimo Alemà                     |
| 2009 | Musa                                         | Beniamino Catena                 |
| 2012 | E mi parli di te (feat. Pierpaolo Capovilla) | Jacopo Rondinelli                |
| 2014 | Lasciarsi andare                             | Chiara Feriani                   |
| 2014 | Ho visto una stella cadere                   | Loris Lai                        |
| 2016 | Portami a ballare                            | Giacomo Triglia                  |
| 2020 | Per essere felici                            | Duilio Scalici                   |
| 2020 | Dimenticarci                                 | Luca Caruso                      |
| 2020 | Bellissimo                                   | Duilio Scalici                   |
| 2022 | Un momento di felicità (con Carmen Consoli)  | Duilio Scalici                   |
| 2023 | Noi                                          | Duilio Scalici                   |
| 2025 | Noi che sappiamo perdonarci                  | Duilio Scalici                   |

## Partecipazioni al Festival di Sanremo
- Festival di Sanremo 1996 - Al di là di questi anni (Categoria Nuove Proposte - 3º posto) (Vincitrice del Premio della Critica)
- Festival di Sanremo 1997 - Dentro me (Categoria Big - 13º posto)
- Festival di Sanremo 1999 - Un inverno da baciare (7º posto)
- Festival di Sanremo 2005 - Fammi entrare (NF)

## Riconoscimenti
- 1995 - 5º posto a Sanremo Giovani 1995 con il brano Sola
- 1996 - 3º posto al Festival di Sanremo sezione Nuove Proposte con il brano Al di là di questi anni
- 1996 - Premio della critica Mia Martini al Festival di Sanremo
- 1996 - Telegatto d'oro Vota la voce categoria miglior rivelazione dell'anno
- 1996 - 2º posto a Sanremo top per l'album Marina Rei
- 1997 - Un disco per l'estate con il brano Primavera
- 1996 - 6º posto a Sanremo top per l'album Donna
- 1999 - 5º posto all'OGAE Song Contest con il brano "Un inverno da baciare"
- 2004 - Nomination ai Nastri d'argento miglior canzone originale per il brano And I Close My Eyes
- 2010 - Nomination Premio amnesty Italia 2010 per "Donna che parla in fretta"
- 2010 - Premio Argojazz
- 2011 - Premio Internazionale Venere d'argento
- 2013 - Nomination Premio amnesty Italia 2013 per "Qui è dentro"
- 2013 - Premio Spiga d'oro 2013
- 2015 - Premio Lunezia per il valor musicale letterario del brano I miei complimenti